# Louis-Maurice Boutet de Monvel
Pour les articles homonymes, voir Boutet, Monvel et Boutet de Monvel.
Louis-Maurice Boutet de Monvel (né à Orléans le 18 octobre 1850 et mort à Paris le 16 mars 1913) est un peintre, aquarelliste et illustrateur français.

## Biographie

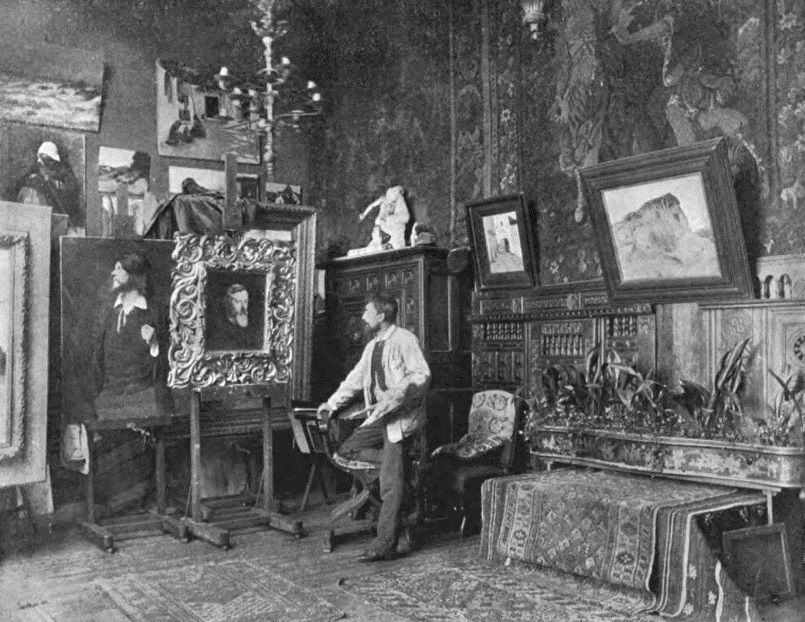
Edmond Bénard, Louis-Maurice Boutet de Monvel dans son atelier (entre 1884 et 1894), photographie.

Petit-fils par sa mère du ténor Adolphe Nourrit (1802-1839) et arrière-petit-fils par son père du grand Monvel — il était ainsi le petit-neveu de Mademoiselle Mars — Maurice Boutet de Monvel était issu d’une famille d’artistes.
Son père, Benjamin Boutet de Monvel (1820-1898), fut un professeur de physique et de chimie réputé, auteur de plusieurs manuels d’enseignement. Second d’une famille de neuf enfants, Maurice Boutet de Monvel passe la plus grande partie de son enfance à Paris, où son père enseigne au lycée Charlemagne. Autorisé après son baccalauréat à suivre des études de peintre, il passe une année près de Louis-Henri de Rudder (1807-1881), avant d’entrer au début de 1870 à l’École des beaux-arts de Paris dans la classe d’Alexandre Cabanel (1823-1889).
La paix revenue, il suit les cours de l’Académie Julian à Paris. Il expose sa première toile au Salon de 1873. Il obtient une médaille de bronze en 1878 avec Le Bon Samaritain (musée des Beaux-Arts d’Orléans) et une autre d’argent en 1880 avec La Leçon avant le sabbat (Château-Musée de Nemours). Mais ses œuvres d’alors, fortement influencées par la peinture de José de Ribera (1591-1652), ne jouaient que de clairs-obscurs. Afin de débarrasser sa palette de ses bitumes et de ses noirs trop charbonneux, il choisit un temps de travailler sous la direction de Carolus-Duran (1837-1911), dont l’utilisation de la couleur est alors regardée comme révolutionnaire ; et surtout de partir, en 1876, pour un voyage en Algérie, où réside un de ses frères. La lumière de Kabylie est pour lui une révélation. Séjournant à Bordj Bou Arreridj, il peint Mansoura et ses environs. Puis il se rend à Constantine et rentre par la Tunisie. Il séjournera une seconde fois en Algérie, en 1878, et une troisième fois en 1880. Ces trois séjours algériens modifieront définitivement sa manière de peindre — il travaille désormais en plein-air — et sa palette, dont les deux teintes principales deviennent dorénavant l’oranger et surtout le bleu, cette dernière couleur lui servant pour la réalisation des ombres. Ainsi, le premier tableau algérien que Maurice Boutet de Monvel se décide à présenter au Salon en 1880, Sur les hauts plateaux — un tableau qui avait été peint devant le motif en 1876 — montre-t-il dans un coin de la composition, un petit tas de tuiles orange et bleu de cobalt, annonciateur de sa manière nouvelle.

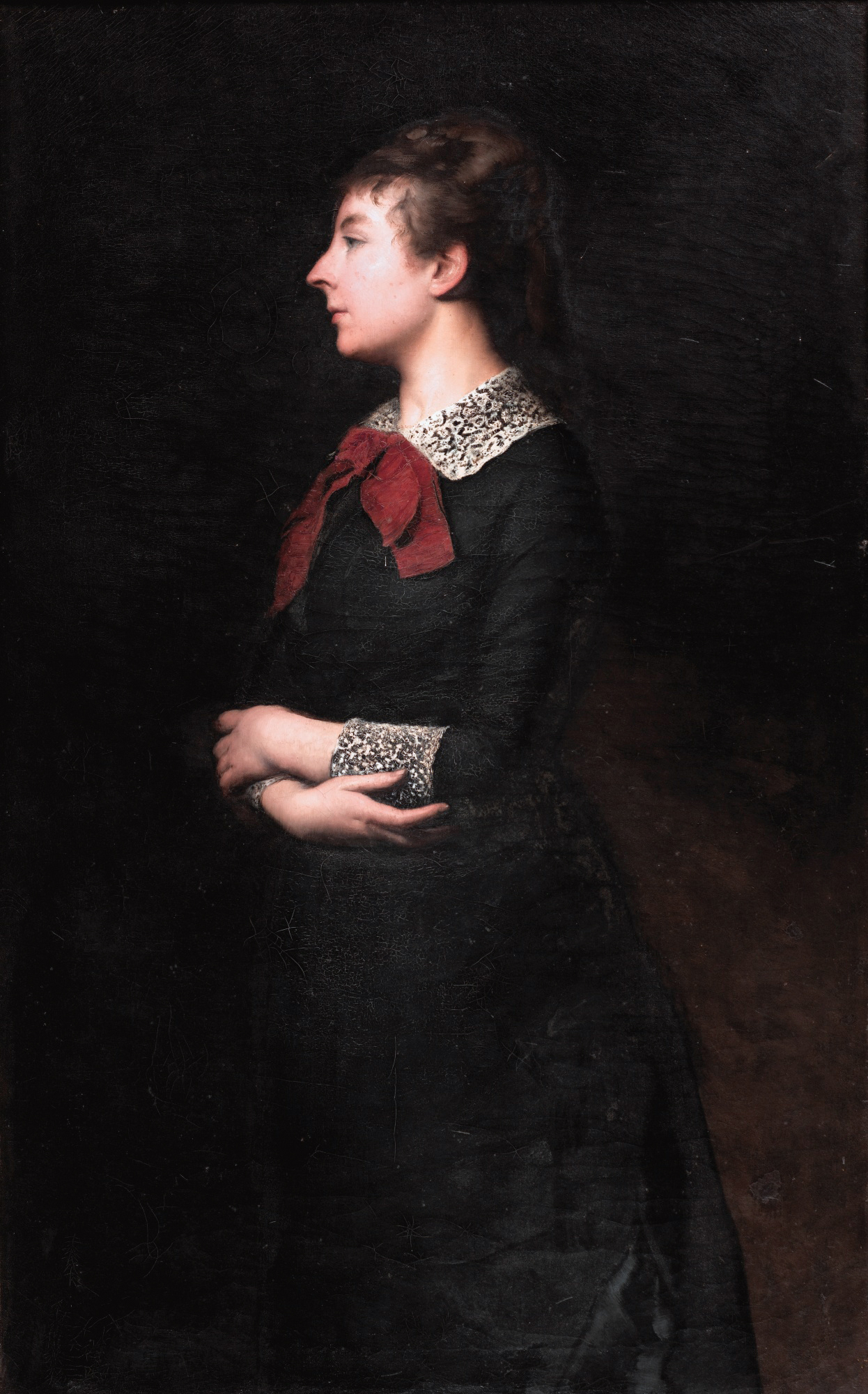
Jeanne Lebaigue (1877-1878), localisation inconnue.

Son mariage le 21 juin 1876 à Paris avec Jeanne Lebaigue, la fille d’un autre professeur du lycée Charlemagne, elle-même originaire d’Orléans, et la naissance de leur premier enfant, Roger, en 1879, décide de la suite de sa carrière. En 1881, né son deuxième fils, Bernard. Désormais contraint de faire vivre les siens, il accepte la même année d’illustrer Les pourquoi de Mademoiselle Suzanne d’Émile Desbeaux et, la même année, La France en zig zag, un livre de lecture d’Eudoxie Dupuis publié par Charles Delagrave. Ce dernier, enthousiasmé par la pureté et l’originalité de ses créations, lui propose alors d’illustrer pour lui Saint-Nicolas, journal illustré pour garçons et filles. Le succès remporté par le nouveau journal, et particulièrement par les illustrations que livre Maurice Boutet de Monvel pour les comptines et les rondes s’y trouvant, est tel que ce dernier publie chez Plon, Nourrit et Cie Vieilles chansons et danses pour les petits enfants en 1883, et l’année suivante Chansons de France pour les petits Français.

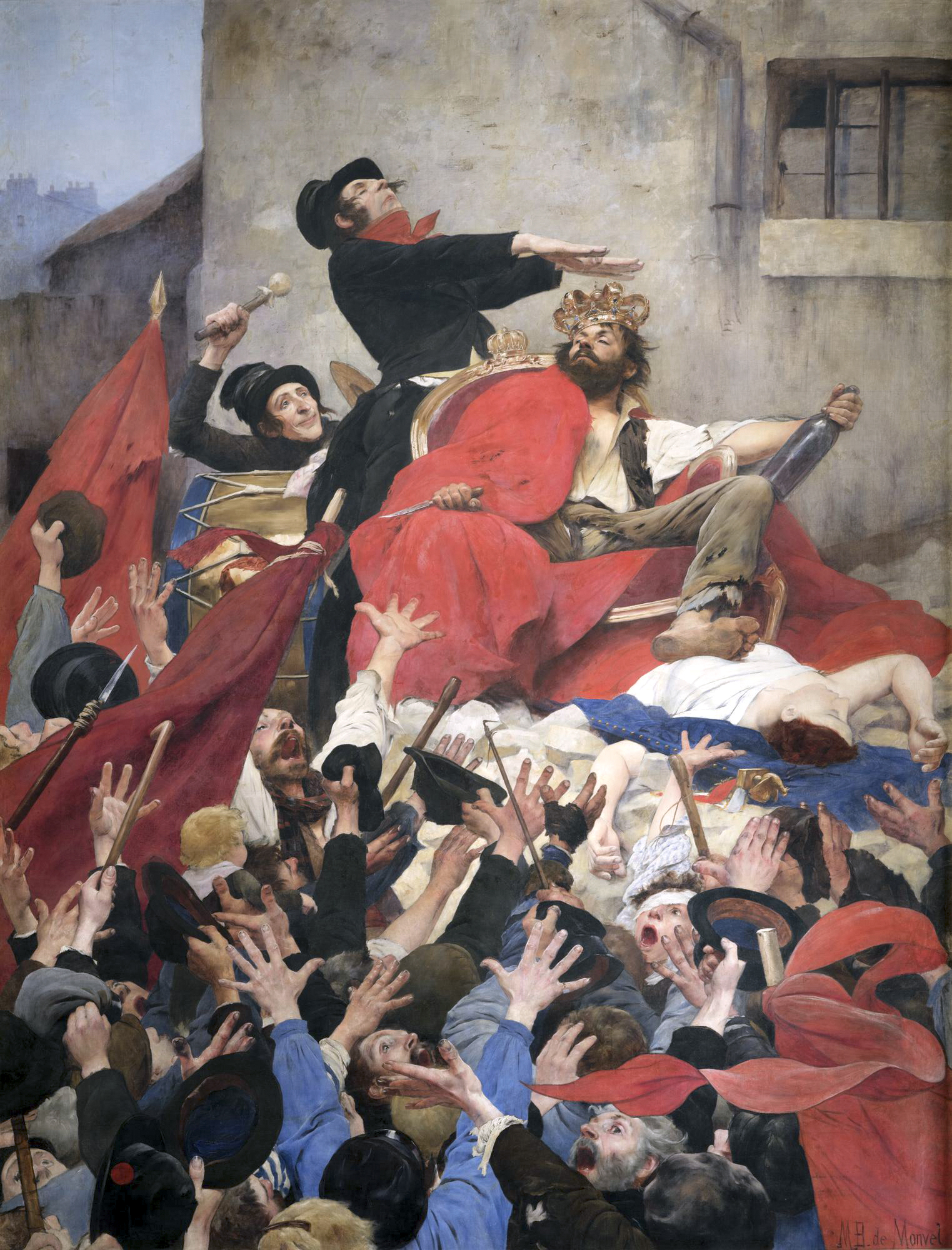
L'Apothéose de la canaille, ou le triomphe de Robert Macaire (1884), musée des Beaux-Arts d’Orléans

Restant malgré ses premiers succès d’illustrateur très attaché à sa carrière de peintre d’histoire, Maurice Boutet de Monvel propose pour le Salon de la Société des artistes français de 1885 une toile ouvertement royaliste, L’Apothéose de la canaille, ou le triomphe de Robert Macaire, qui lui vaut une première place à la cimaise. Mais l’œuvre est trop critique envers la toute nouvelle République — mais également envers la Commune —, qui connaît alors une instabilité ministérielle (à la suite de l'affaire du Tonkin, le gouvernement Ferry démissionne) ; le tableau, bien qu'il ait été unanimement célébré par le jury, est décroché par demande du sous-secrétaire d’État aux Beaux-Arts Edmond Turquet, la veille du vernissage.
L’un des premiers portraits à l’aquarelle qu’il envoie au Salon de la Société d'aquarellistes français est celui de la fille de Mlle Réjane en costume de la Renaissance. Il y remporte un grand succès qui confirme sa réputation de portraitiste.
Il poursuit pourtant sa carrière d’illustrateur, publiant en plus des dessins livrés pour Saint-Nicolas, dont il reste collaborateur jusqu’en 1890, Quand j’étais petit de Lucien Biart en 1886, et La farce de Maître Pathelin, une comédie du Moyen Âge arrangée en vers modernes par Georges Gassies des Brulies, chez Delagrave en 1887.
Cette même année 1887 paraissent également deux de ses recueils les plus importants : Nos enfants, scènes de la ville et des champs d’Anatole France chez Hachette et Cie (l’ouvrage sera parfois réédité sous le titre Filles et garçons) et, chez Plon, Nourrit et Cie, La civilité puérile et honnête racontée par l’oncle Eugène, un manuel de bienséance à l’usage des petits, que Maurice Boutet de Monvel conçoit entièrement.
En 1888, ce dernier publie, toujours chez Plon, Nourrit et Cie, son fameux recueil de 22 Fables de La Fontaine, qui, comme ses Chansons de France, est encore édité à ce jour.
Au Salon des Artistes Français de 1889, il expose deux tableaux : La maison abandonnée et Un maraudeur. Cette dernière œuvre pourrait être identifiée comme celle conservée dans les collections du Château-Musée de Nemours, datée de 1884 et intitulée Le Chemineau.
En 1890, il réalise pour illustrer le roman naturaliste de Ferdinand Fabre, Xavière, une série d’aquarelles que l’éditeur d’art Bussod, Valadon et Cie, successeur de la maison Goupil, reproduisit en photogravures en couleurs  d’une qualité telle qu’elle ne perdent rien de leur clarté aérienne.

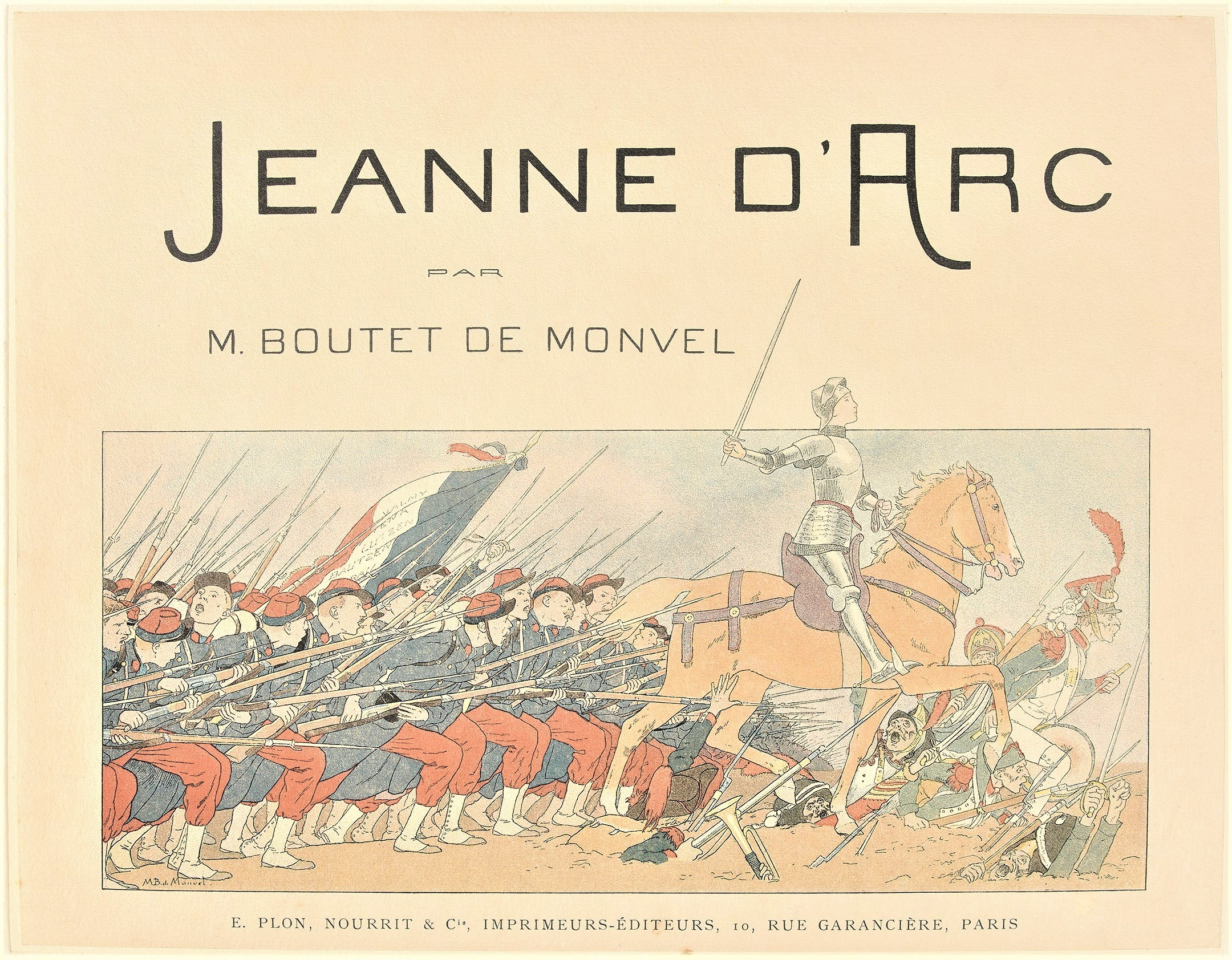
Frontispice du livre Jeanne d'Arc (1896).

En 1896 enfin, paraît chez Plon, Nourrit et Cie le plus célèbre album de Maurice Boutet de Monvel, Jeanne d’Arc, qu’il conçoit à nouveau seul et dont les aquarelles sont reproduites en zincotypie, un nouveau procédé de photogravure par l’eau-forte associé à des encres de couleur. Son admiration pour l’art lumineux de Fra Angelico et pour les scènes de batailles de Paolo Uccello s’y exprime avec grandeur. L’ouvrage vaut à son auteur un succès retentissant, qui le fait à juste titre considérer comme un des artistes majeurs de son temps, et lui apporte une reconnaissance internationale. Ainsi, Maurice Boutet de Monvel, qui est considéré par la critique comme ayant exercé une influence essentielle sur la jeune école de Vienne, fut-il convié à participer à l’exposition de la Sécession viennoise de 1899 consacrée au graphisme européen ; 19 de ses œuvres y sont alors présentés dans une salle décorée par Koloman Moser. Cette même année 1899, ont également lieu d’importantes rétrospectives de son œuvre peint et graphique aux États-Unis, d’abord à l’Art Institute of Chicago, puis au musée des Beaux-Arts de Boston, et enfin à la Pennsylvania Academy of the Fine Arts de Philadelphie. S’étant rendu lui-même à Chicago, il reçoit à cette occasion de nombreuses commandes de portraits. Mais l’hiver est particulièrement rigoureux et il tombe gravement malade, en proie à une vieille affection bronchique contractée en 1870 dans les campements militaires de l’armée de la Loire.
Il présente pourtant à l’Exposition universelle de 1900 Jeanne à la cour de Chinon, le second des deux panneaux achevés pour la nouvelle basilique du Bois-Chenu à Domrémy. Cette vaste peinture décorative lui vaut alors une médaille d’or. Les quatre autres panneaux de cet ensemble commandé en 1896 ne seront jamais réalisés, mais une variante de petite taille sera livrée entre 1905 et 1911 au sénateur américain William Andrews Clark (1839-1925) qui en fait don à sa mort à la Corcoran Gallery of Art de Washington où ils figurent aujourd’hui encore dans les collections permanentes. Plusieurs hivers durant, Maurice Boutet de Monvel travaille à la version réduite de ses grands panneaux auxquels il ne se console pas d’avoir dû renoncer, dans le recueillement et le froid de son atelier de Nemours.
Au printemps 1911, deux ans avant sa mort des suites de la maladie de poitrine qui l’avait frappé à Chicago, il peut enfin se rendre à Florence, tandis qu’il travaille à l’illustration d’une vie de saint François d’Assise, qui ne verra finalement le jour qu’en 1921.
À sa mort, une importante rétrospective de son œuvre est organisée à Paris par la galerie Manzi et Joyant, les nouveaux successeurs de la maison Goupil, et les galeristes d'Edgar Degas et d'Henri de Toulouse-Lautrec. Chacun s’accorde alors à reconnaître l’importance des œuvres qu’il rapporta de ses trois voyages en Algérie, et particulièrement la liberté de celles exécutées lors du premier d’entre eux, en 1876 ; comme chacun s’accorde à reconnaître le caractère essentiel et pionnier de ses illustrations pour enfants.
En 1987 et 1988, The Trust for Museum Exhibitions, dirigé par Ann van Devanter Townsend, organise l’exposition d’un important choix de ses œuvres sur papier à la Telfair Academy (en) de Savannah (Géorgie) (27 janvier—8 mars 1987), à la Society of the Four Arts (en) de Palm Beach (20 mars-18 avril 1987), au Delaware Art Museum de Wilmington (11 mai-21 juin 1987), au Carnegie Institute de Pittsburgh (26 octobre-6 décembre 1987) ; à la Corcoran Gallery of Art de Washington (21 décembre-31 janvier 1988) ; et à l’Oklahoma Art Center d’Oklahoma City (15 février-22 mai 1988).

## Ateliers
Adresse des ateliers de Maurice Boutet de Monvel :
- de 1873 à 1875 : 1, rue des Deux-Portes à Paris ;
- de 1875 à 1877 : 81, boulevard du Montparnasse à Paris ;
- de 1877 à 1890 : 17, rue Rousselet à Paris ;
- de 1890 à 1913 : 6, rue du Val-de-Grâce à Paris ;
- de 1896 à 1913 : « Les Peupliers » au 9, rue Girault à Nemours.

## Œuvres
Amiens, musée de Picardie :
- Retour du marché, Kabylie, date inconnue, huile sur toile, 114 x 158 cm[29].

Nemours, Château-Musée :
- La Leçon avant Sabbat, 1880, huile sur toile, 165 x 132 cm.
- Le Maraudeur, huile sur toile, 1884, huile sur toile, 116 x 190 cm.
- Jeanne d'Arc au siège d'Orléans, 1896, estampe, 25 x 32 cm.

Orléans, musée des Beaux-Arts :
- Portrait d'enfant en costume marin, 1884, huile sur toile, 81 x 53 cm.
- Portrait de Jacques André, enfant, vers 1892, aquarelle, crayon graphite, rehauts de gouache blanche sur papier vélin, 43,3 x 20,6 cm[30].
- L’Entrevue de Chinon, 1896, crayon graphite, plume et encre noire sur papier vélin, 30,1 x 44 cm[31].
- Le Procès de Jeanne d’Arc, 1896, crayon graphite, plume et encre noire sur papier vélin, 23,8 x 31,4 cm[32].
- La vision et l'inspiration de Jeanne d'Arc, 1896-1898, huile sur toile, 266 x 600 cm[33].
- Sainte Claire et sa sœur servant le repas à saint François, 1912, aquarelle et crayon graphite sur papier vélin, 41 x 26 cm[34].

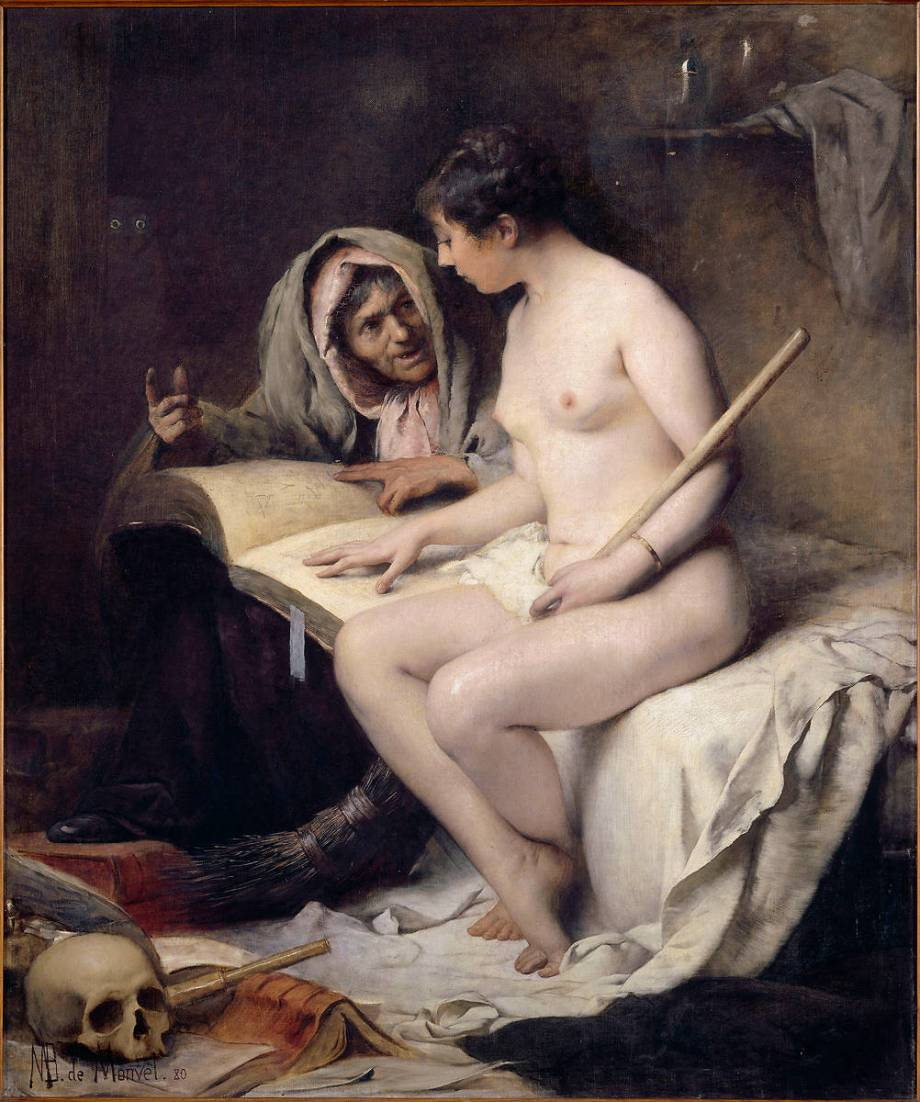
La Leçon avant le sabbat, 1880, huile sur toile, Nemours, Château-Musée
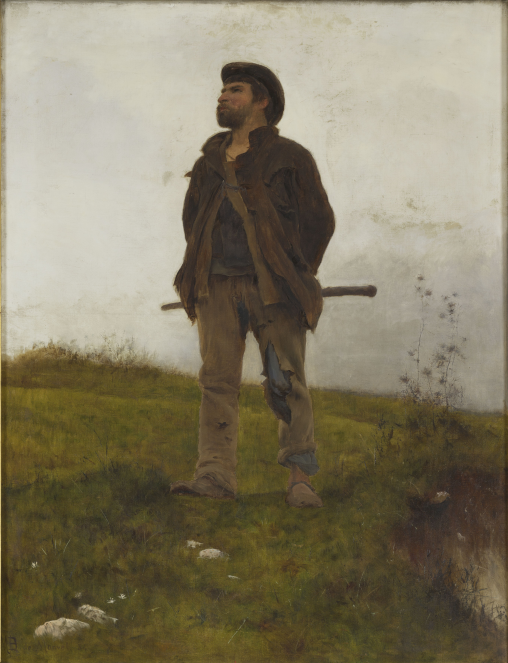
Le Maraudeur, 1884, huile sur toile, 116 x 190 cm, Nemours, Château-Musée
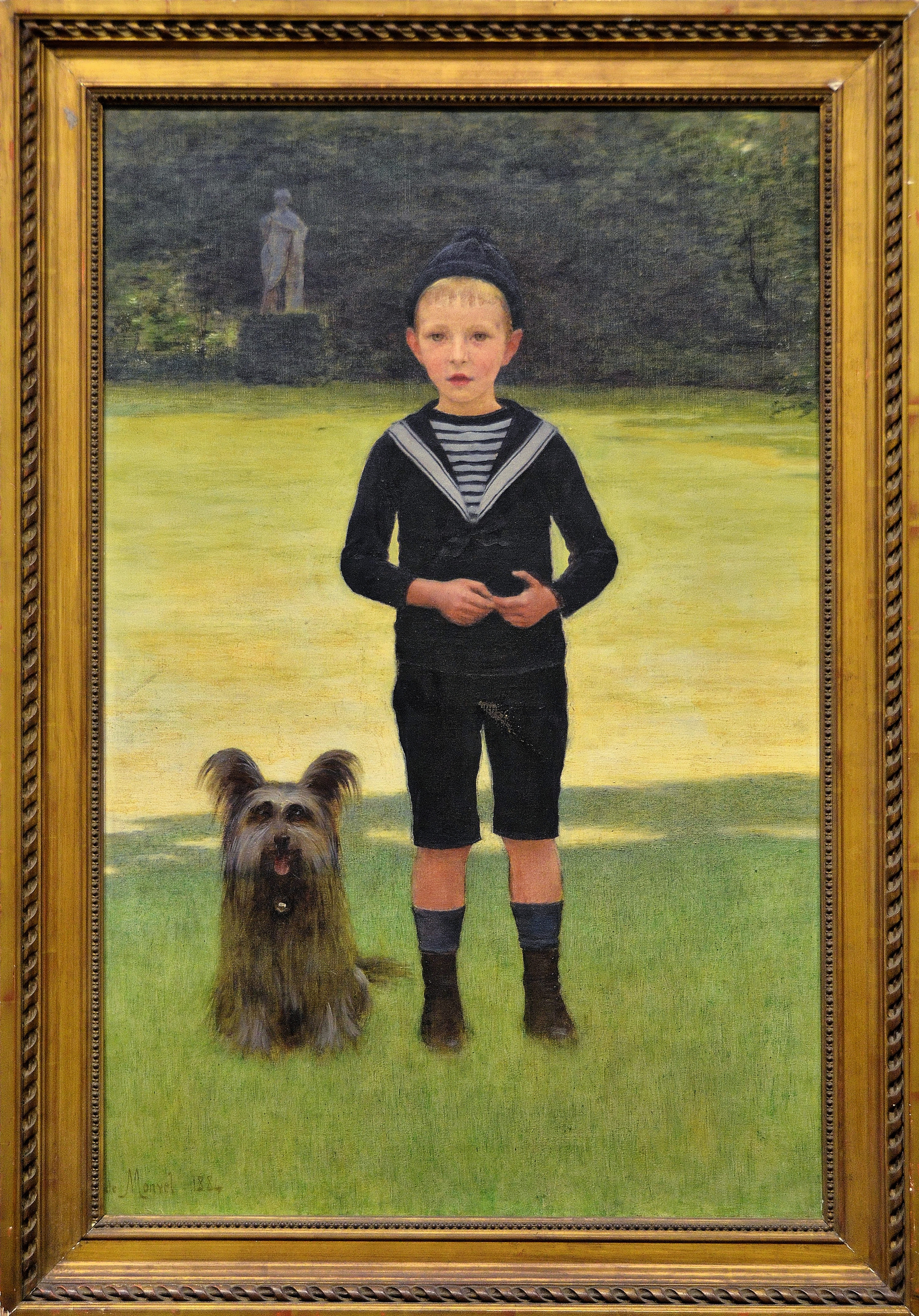
Portrait d'enfant en costume marin, 1884, huile sur toile, 81 x 53 cm, Orléans, musée des Beaux-Arts
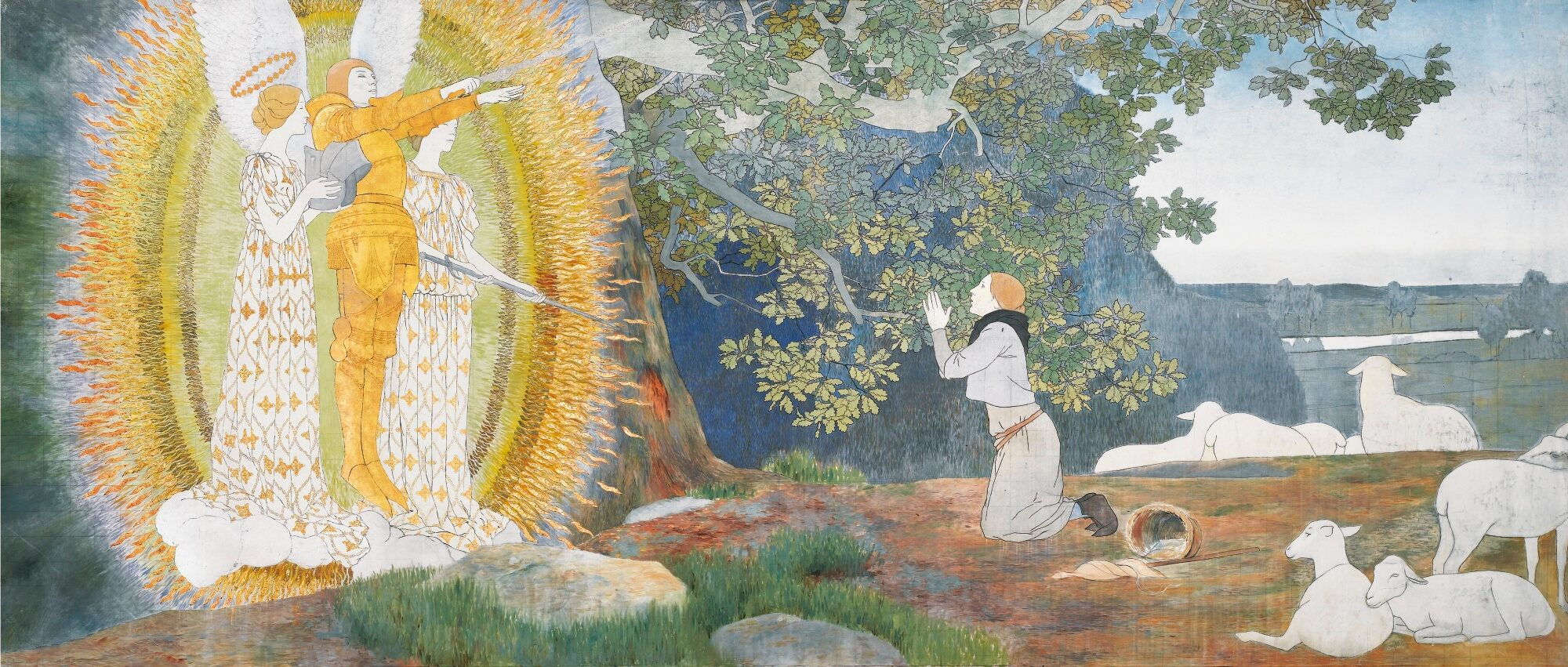
La Vision et l'inspiration de Jeanne d'Arc, 1896-1898, 266 x 600 cm, Orléans, musée des Beaux-Arts

Autres œuvres de Louis-Maurice Boutet de Monvel
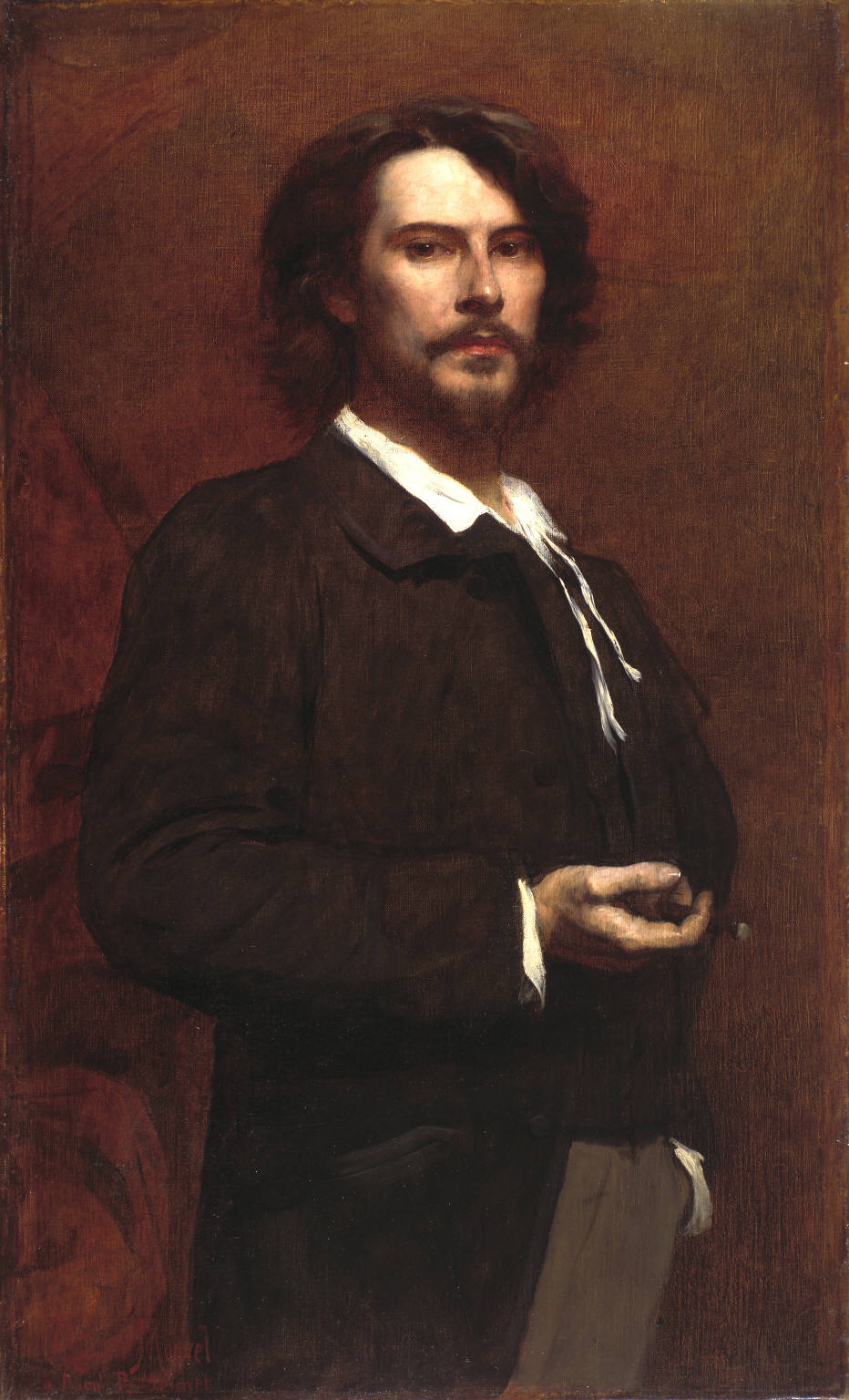
Portrait de Paul Mounet (1875), musée des Beaux-Arts de San Francisco.
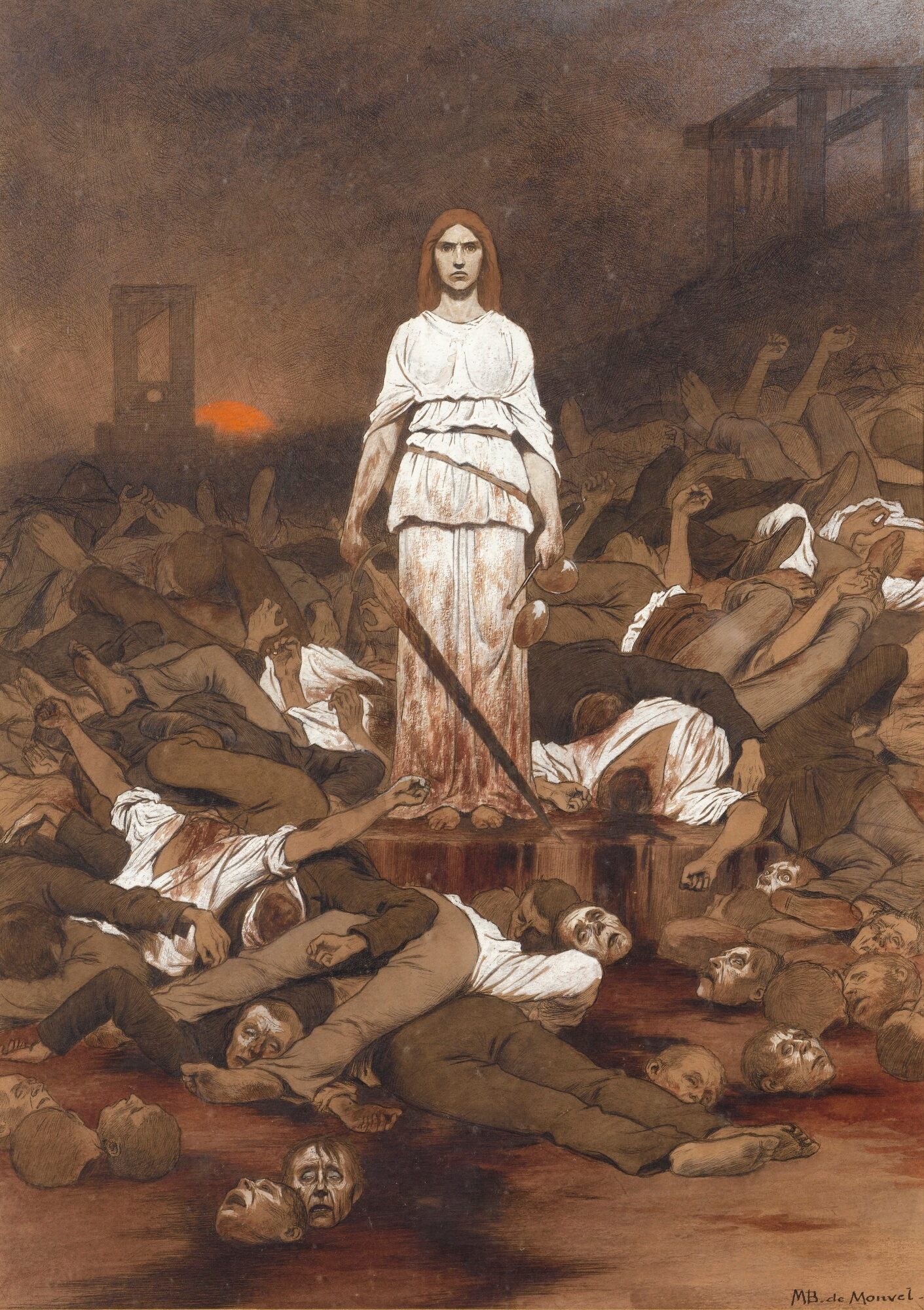
Les morts et les conscrits (vers 1875).
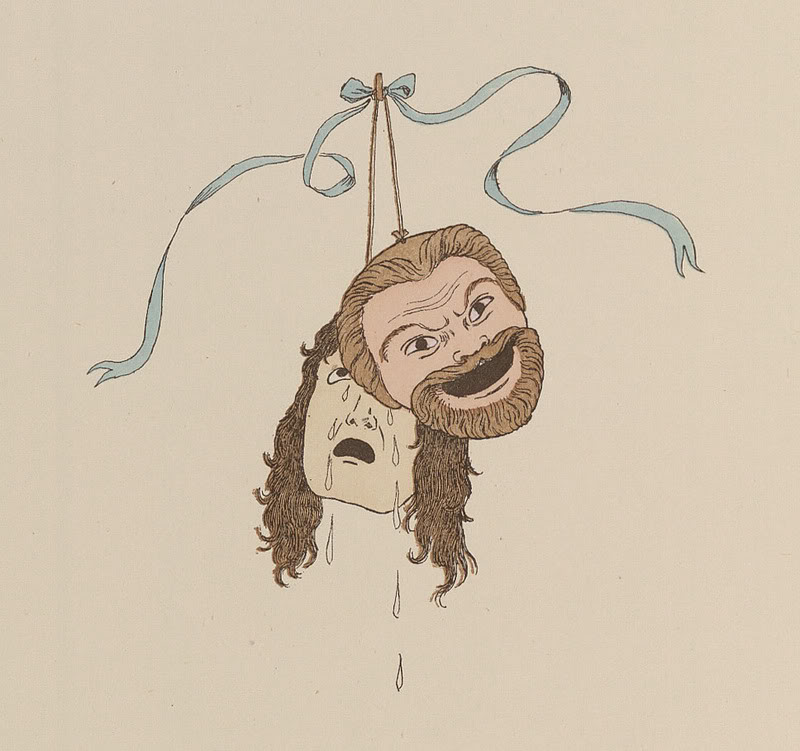
Vignette pour Les Fables de La Fontaine (1888).
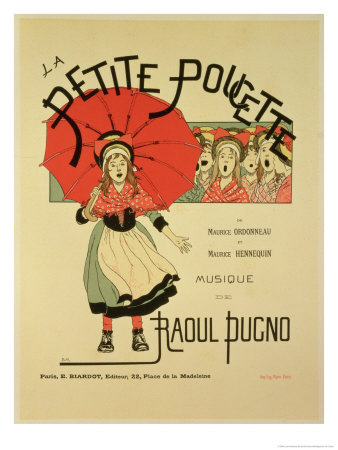
Affiche La Petite Poucette (1891)
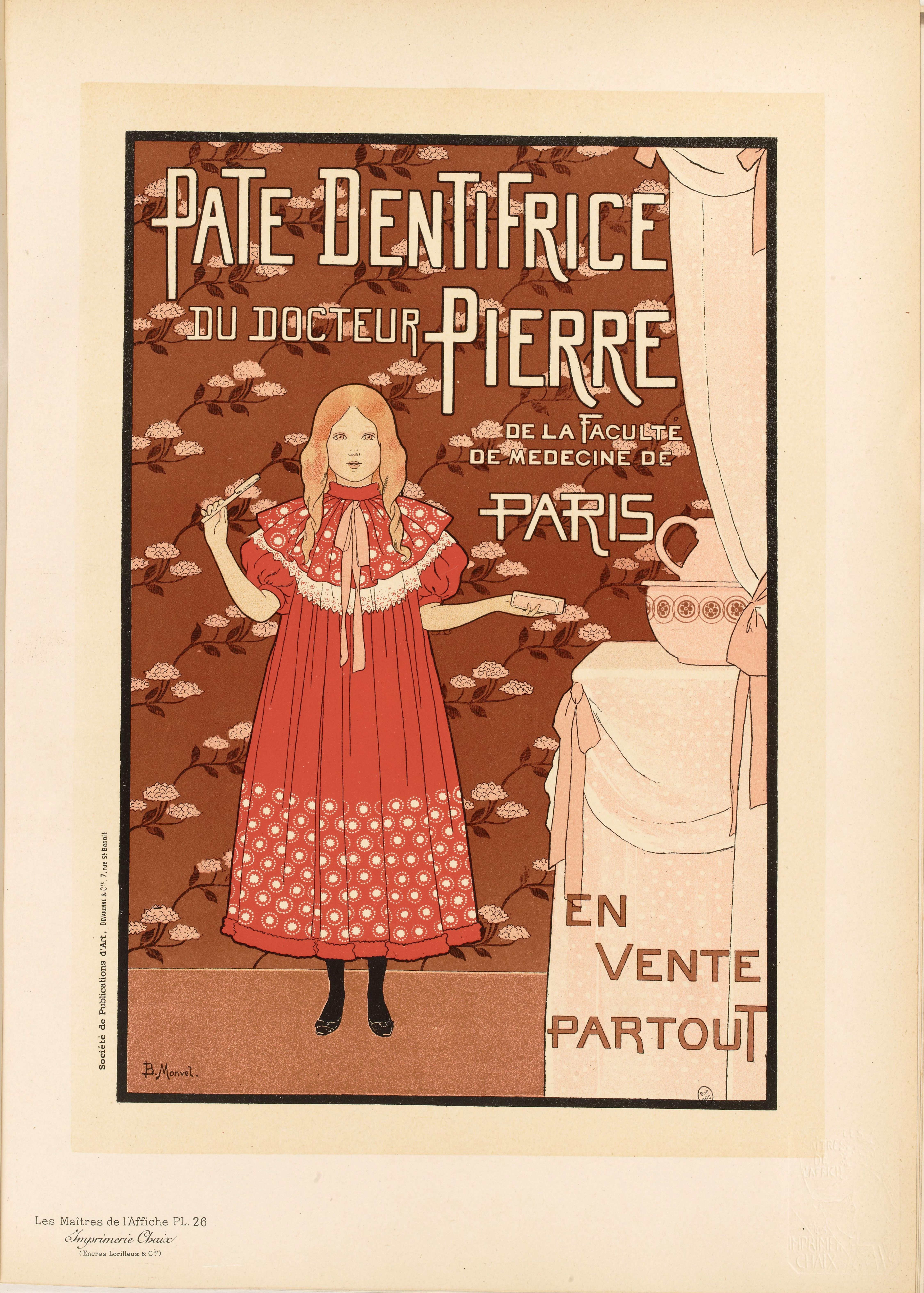
Affiche publiée dans Les Maîtres de l'affiche
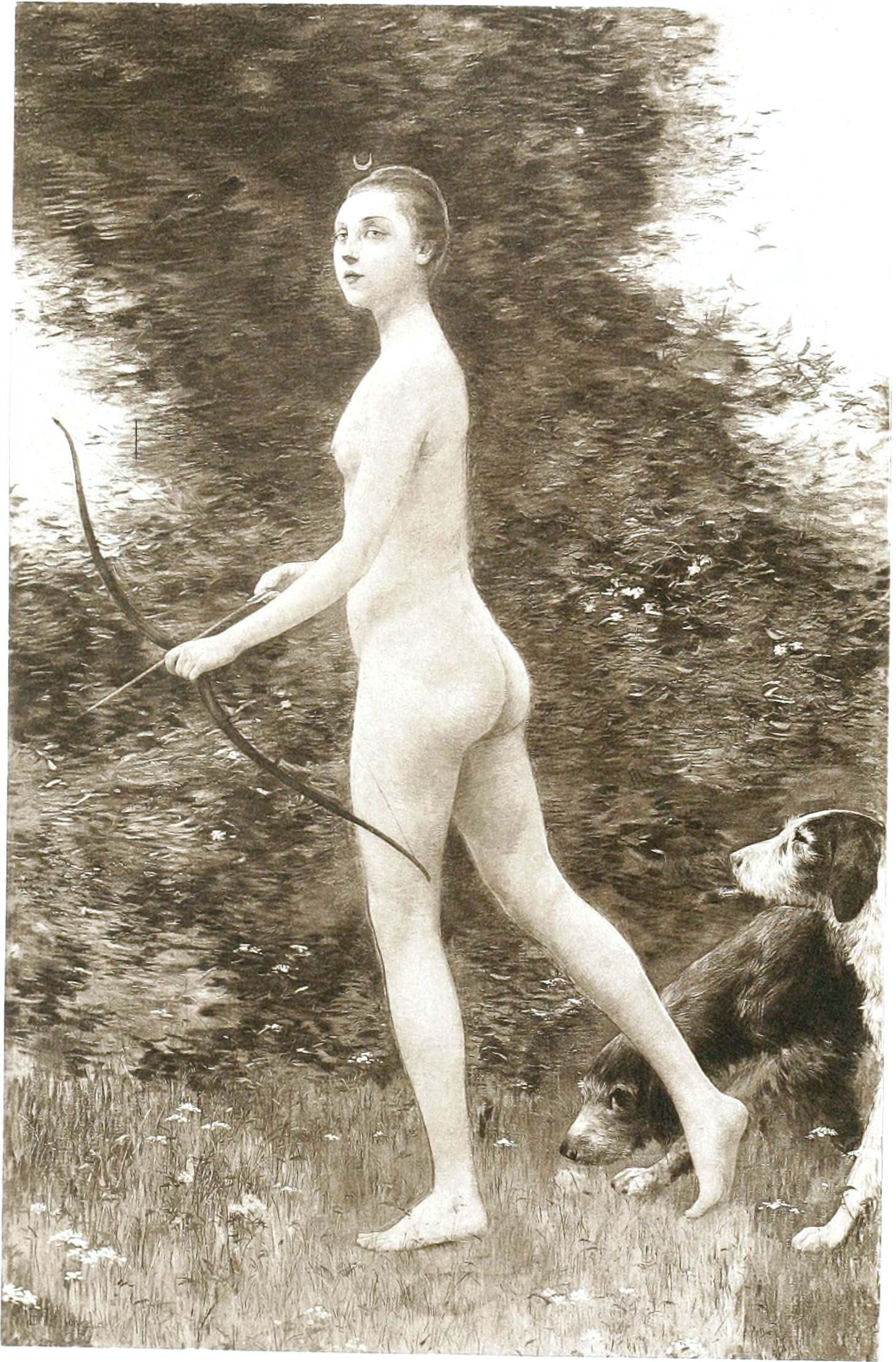
Jeune Diane (Salon de 1893).
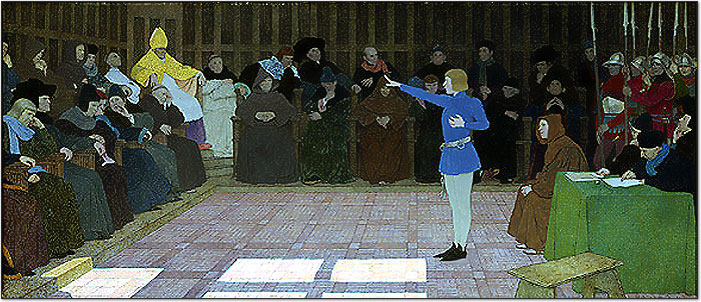
Illustration pour Jeanne d'Arc (vers 1896).
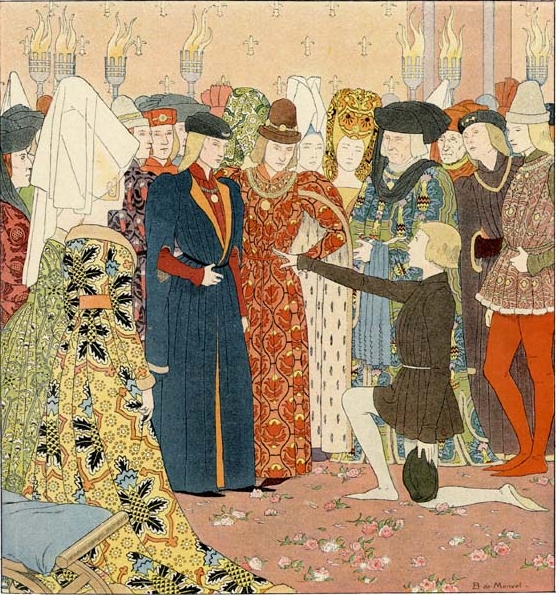
Illustration pour Jeanne d'Arc (vers 1896).
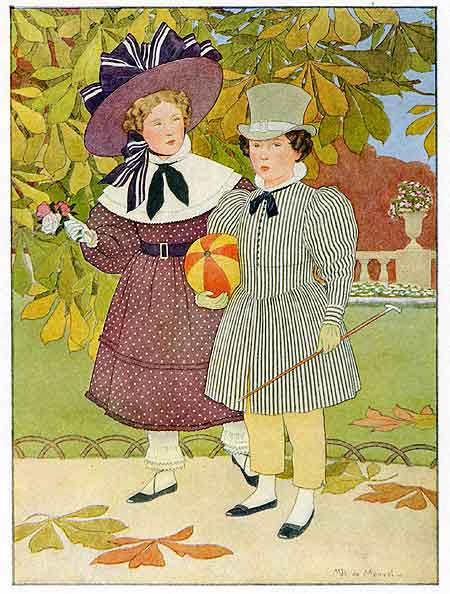
Illustration pour Le costume des enfants au XIXe siècle (1904).
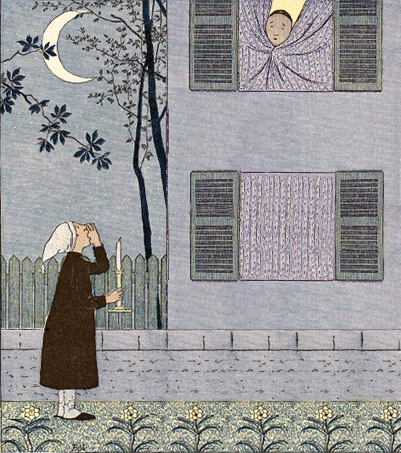
Illustration de la chanson Au clair de la lune.
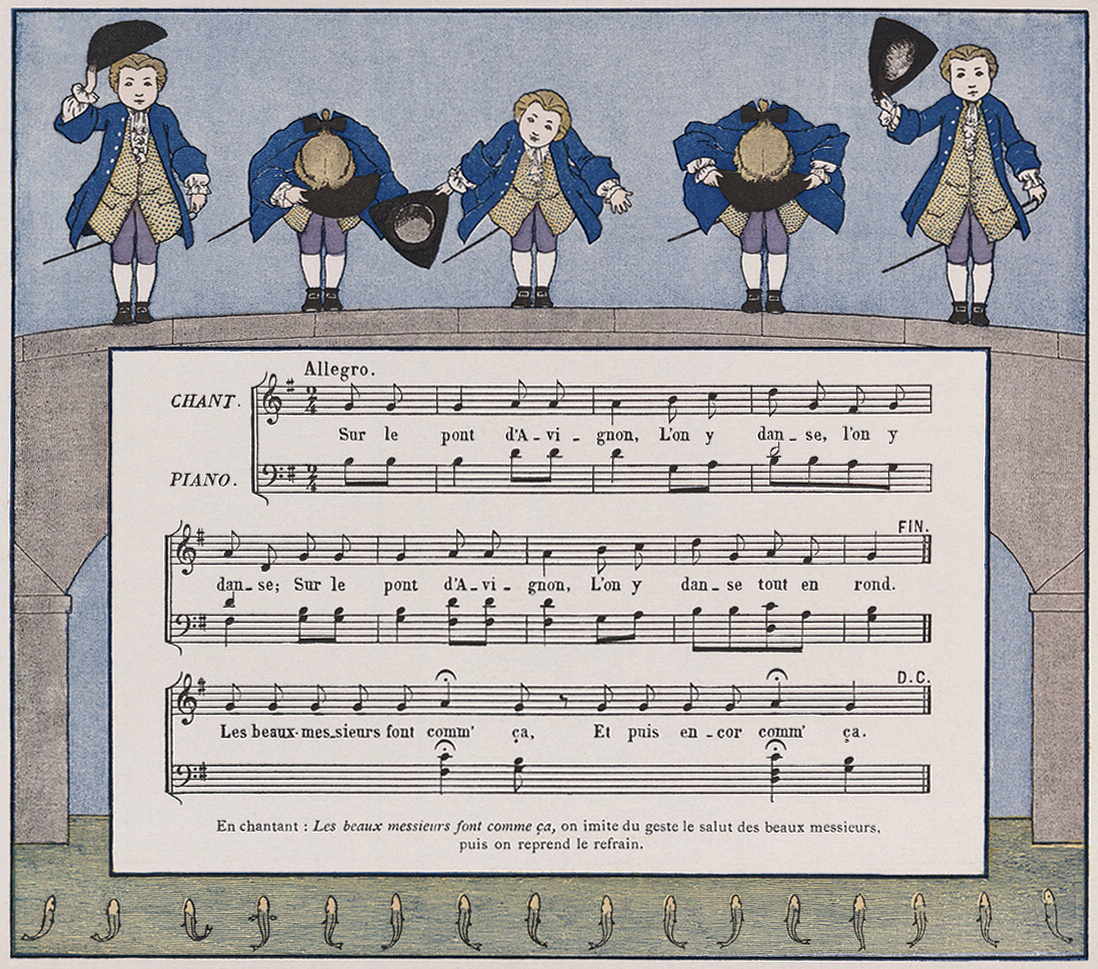
Vieilles Chansons et Rondes pour les Petits Enfants.
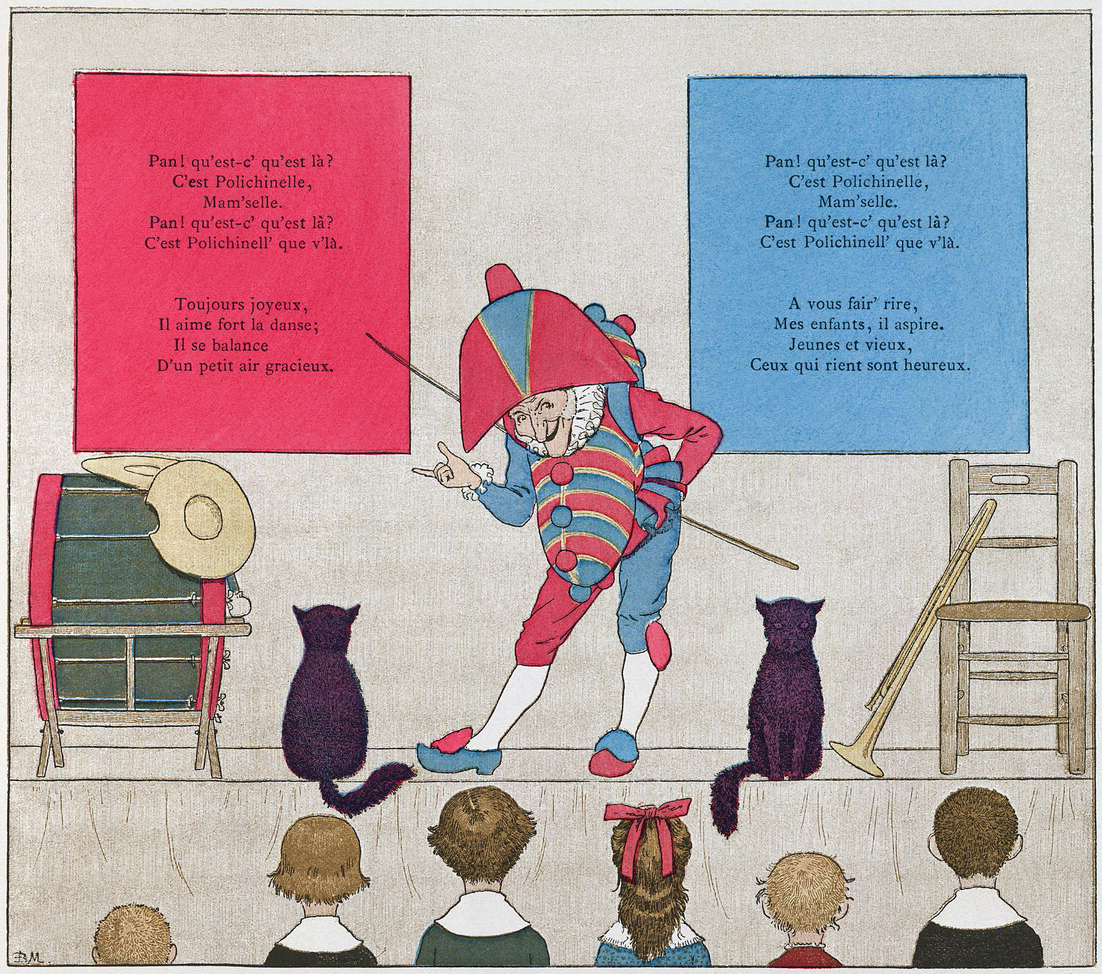
Vieilles Chansons et Rondes pour les Petits Enfants.
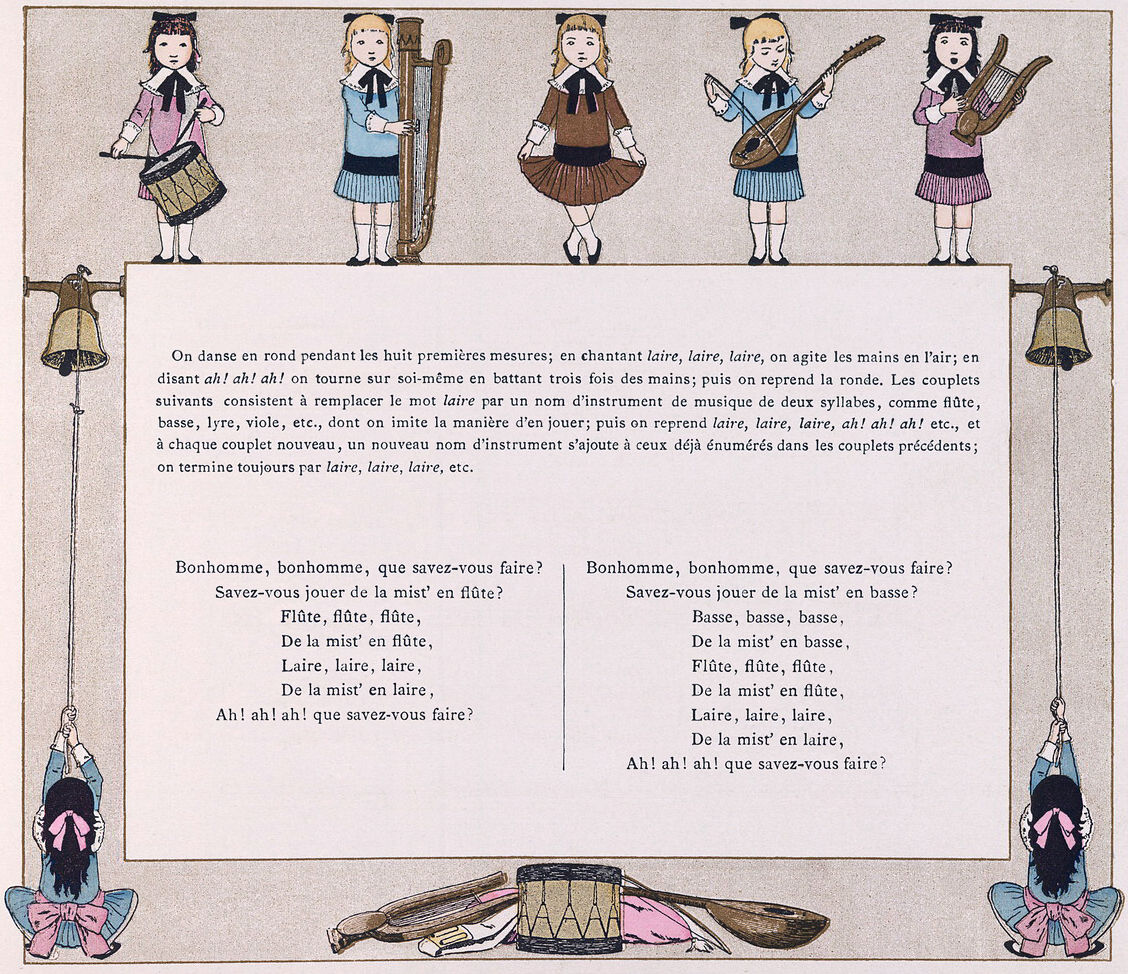
Vieilles Chansons et Rondes pour les Petits Enfants.
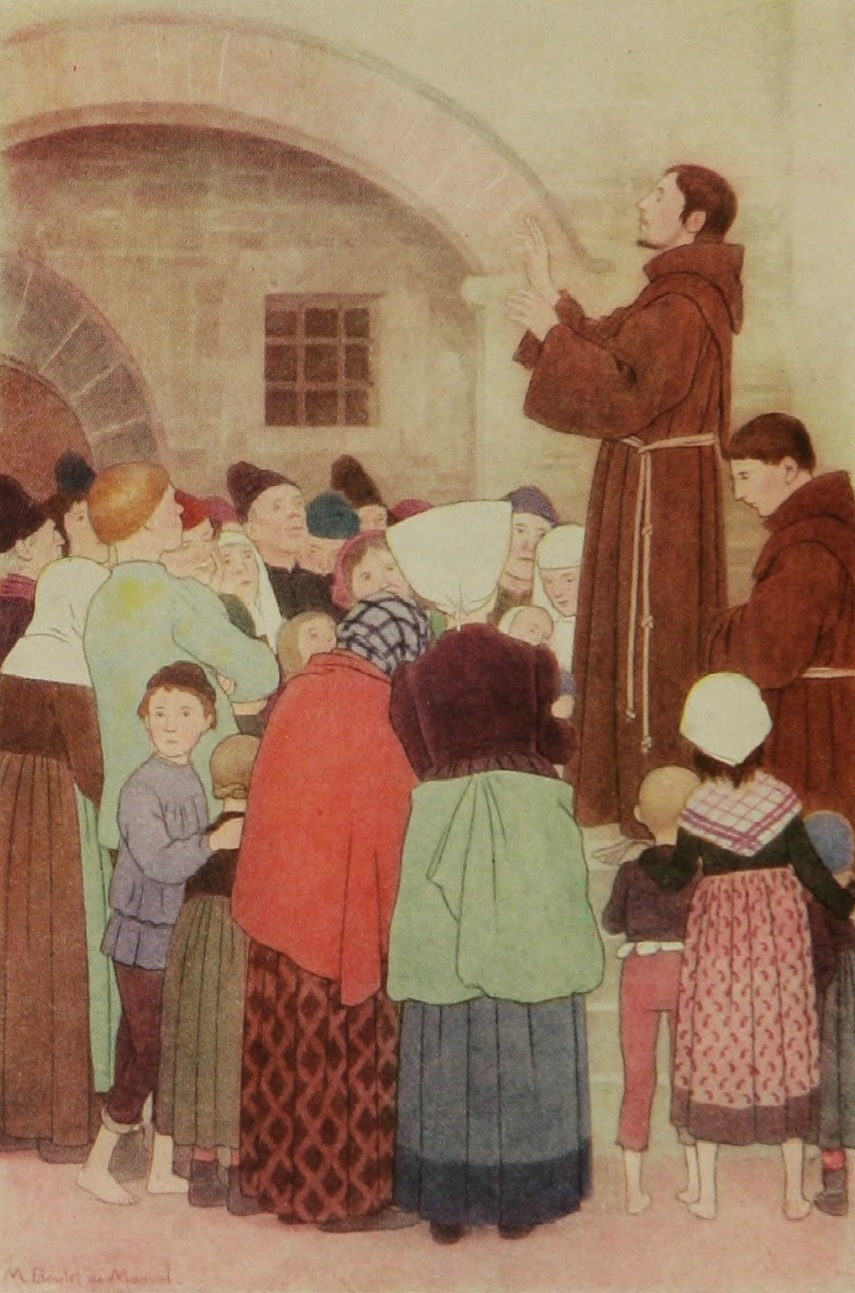
Saint-François préchant
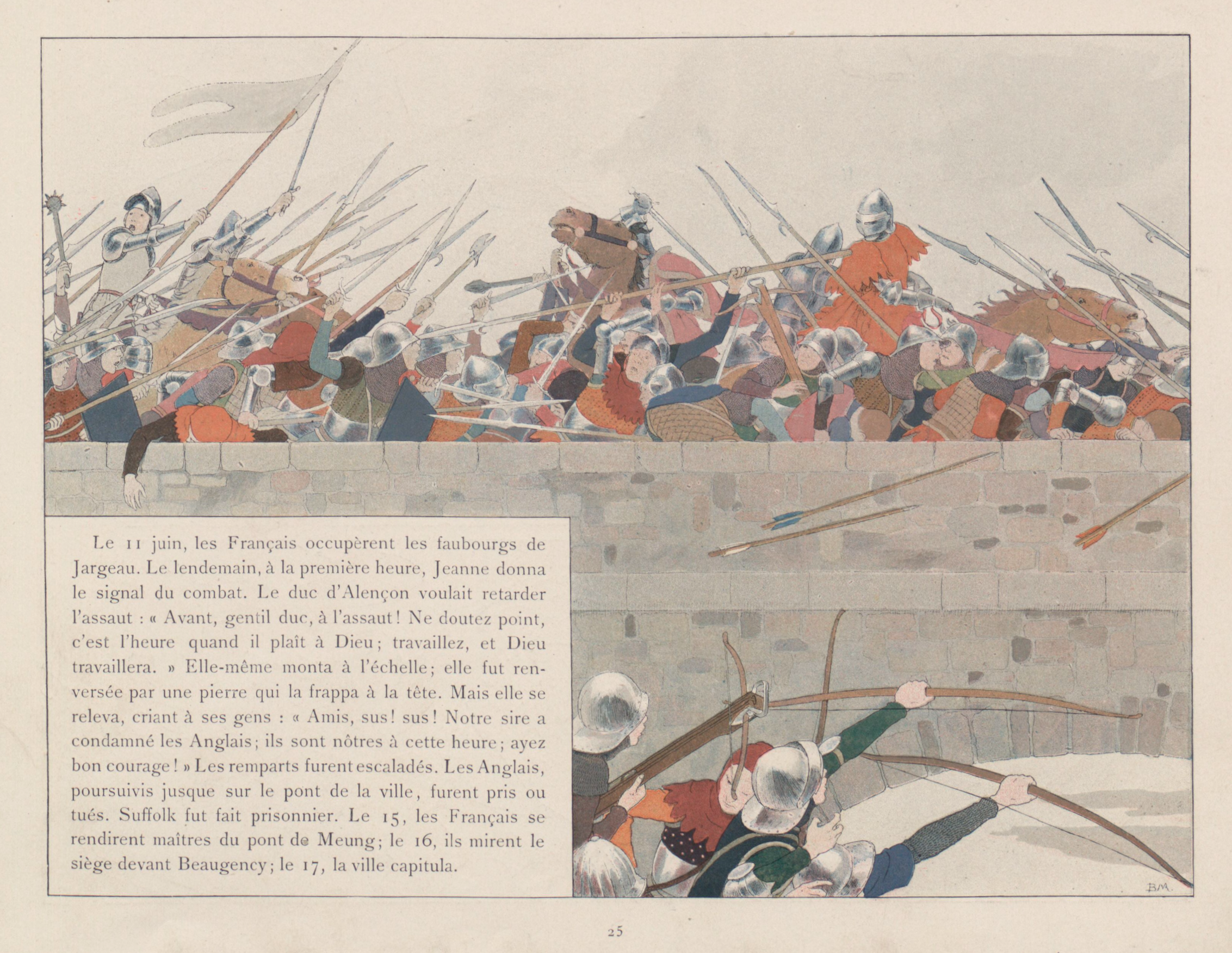
Illustration pour Jeanne d'Arc, Bataille de Jargeau
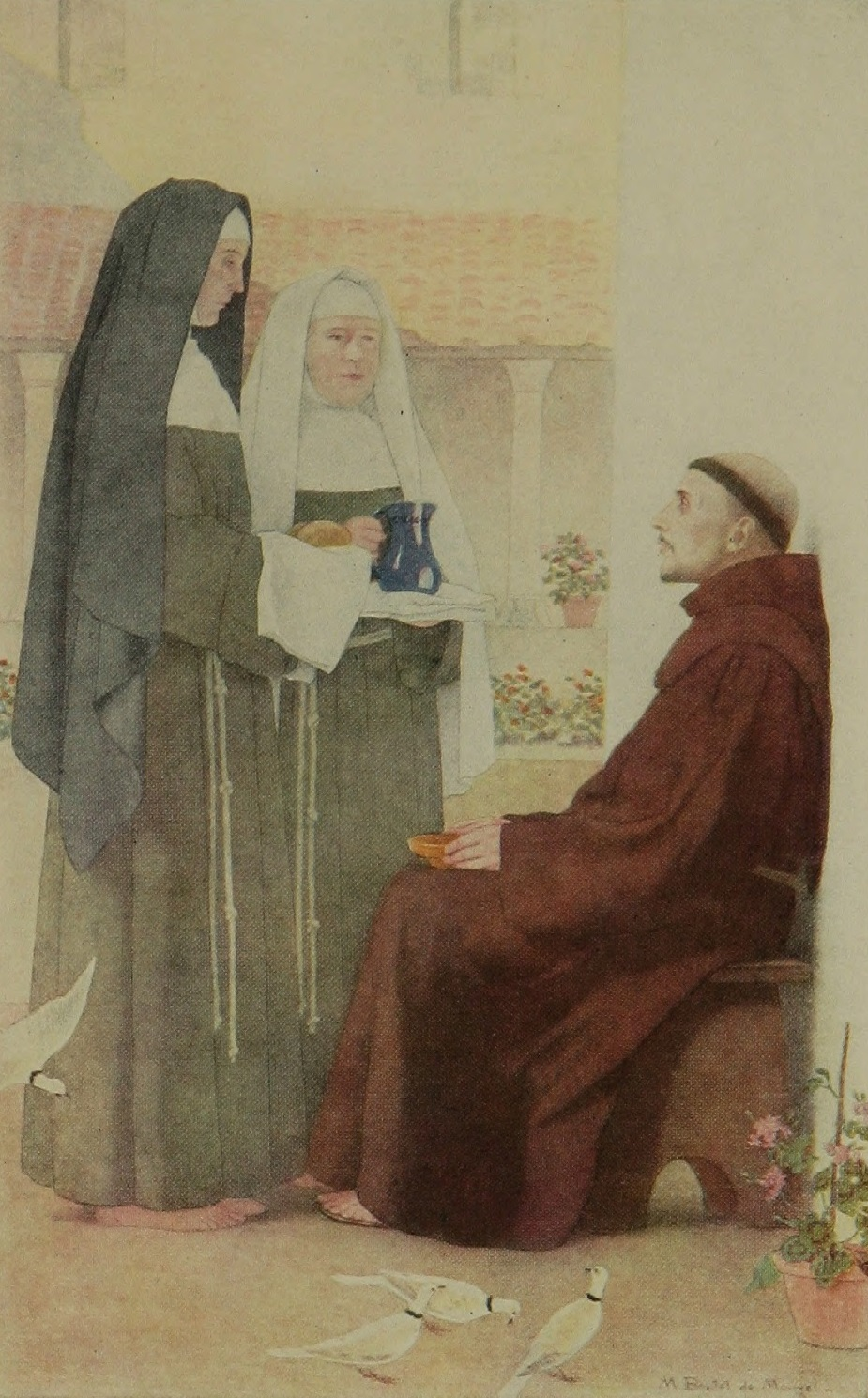
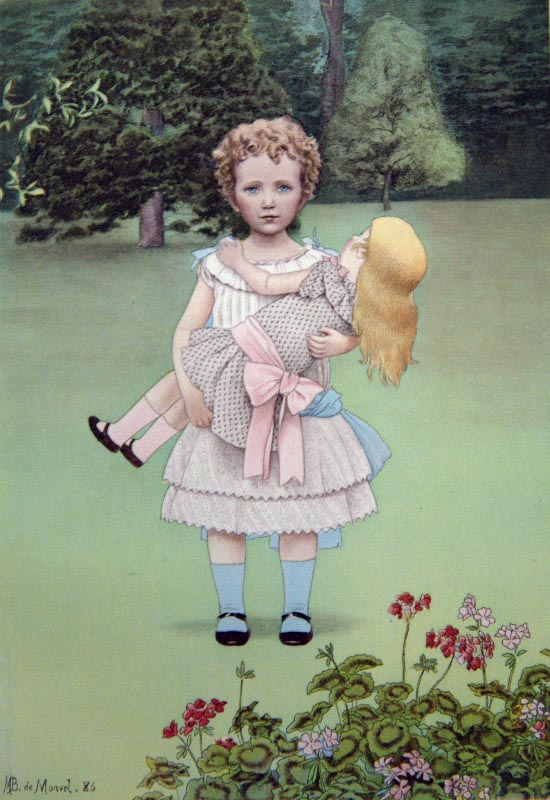
Portrait d'enfant, 1886
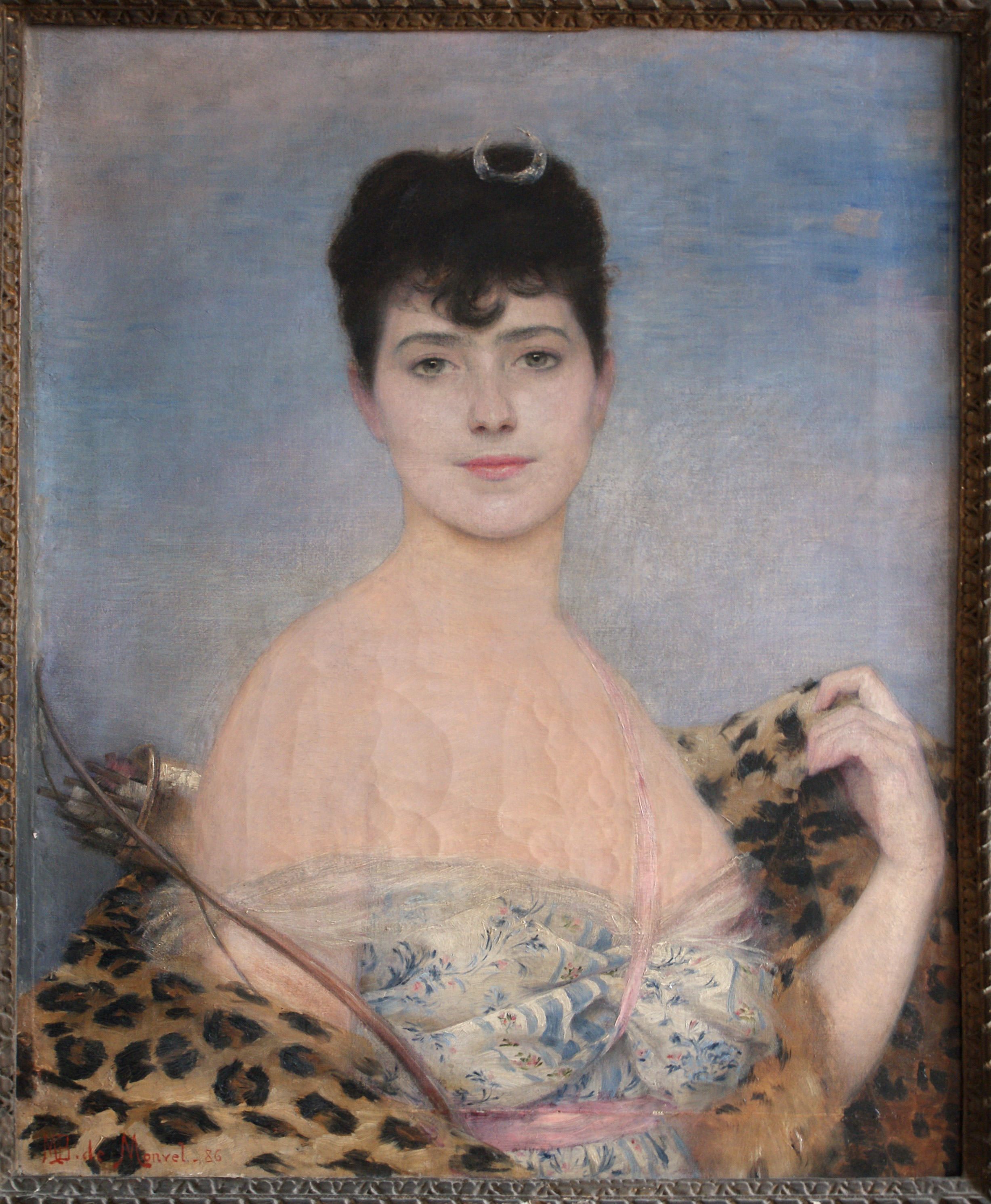
Rachel Boyer en Diane, 1886, Paris, musée du Louvre